# Le Concept de droit
 (novembre 2022).
Le Concept de droit (The Concept of Law) est un ouvrage de philosophie juridique rédigé par Herbert Lionel Adolphus Hart en 1960. Cet ouvrage s'inscrit dans le mouvement du positivisme juridique dont faisait notamment partie Hans Kelsen.
Dans cet ouvrage H.L.A Hart expose une nouvelle théorie du droit venant remettre en cause la théorie positiviste dominante à l'époque et établit par des auteurs tels que John Austin.

## Fiche de lecture
Dans l’ouvrage "le concept de droit", Hart commence par s’intéresser aux raisons qui poussent les juristes à s’interroger sur la nature de leur discipline, là ou d’autres, comme la médecine, ne s’embarrassent pas de telles questions philosophiques.
Du chapitre premier au chapitre cinq H.L.A Hart s’intéresse à la théorie behaviouriste de John Austin afin d’en reprendre les points principaux et de mettre en lumière ses défauts et lacunes. Austin développa sa théorie du positivisme juridique tout au long de sa carrière. Selon cette théorie une norme juridique pourrait être définie comme un ordre prescrivant ou interdisant un comportement ou une absence de comportement donné par une autorité supérieure et dont la violation ou l’inexécution est assortie d’une sanction. L’élément central conditionnant l’effectivité des règles de droit dans le système pensé par Austin se trouve dans la menace de sanction qui accompagne les ordres. C’est cette menace qui donnerait aux normes juridiques leur force. Ces ordres assortis de menace engendreraient alors de la part de la vaste majorité des sujets de droits une habitude d’obéissance. C’est qui permettait à Austin d’expliquer la nature et le fonctionnement des systèmes juridiques. 
Hart commence son développement en s’attaquant de front à la question de la nature des règles de droit telle qu’elle fut posée par Austin.
Le chapitre I ,« Questions persistantes », est consacré à l’exposition des raisons qui ont poussé H.L.A Hart à rédiger son ouvrage. Il revient sur certaines questions récurrentes qui animent la matière juridique telle que celles relatives à la nature du droit. Il expose son ambition mais aussi la difficulté de répondre à la question « qu’est-ce que le droit ? » puis explique son approche et sa méthode.
Dans le chapitre II « Règles de droit, commandements et ordres », H.L.A Hart reviens sur l’élément central de la théorie proposée par Austin, à savoir son assimilation entre normes juridiques et ordres contraignants. En revenant sur les définitions d’ordres et de commandements, Hart met en avant les impasses que ces notions entraînent lorsqu’elles sont assimilées aux règles de droit.
Le chapitre III est lui consacré à « La diversité des règles de droit ». Ici H.L.A Hart se penche sur le contenu des règles de droit et va mettre en avant le fait que dans tout système juridique il existe des règles qui « n’imposent pas des devoirs ou des obligations ». Il développe le concept de « règles habilitantes » qui comme leur nom l’indique « confère des pouvoirs privés ou publics » aux sujets de droit.
Dans le chapitre IV, « Souverain et sujet », Hart s’intéresse à ce qu’il nomme la « doctrine de la souveraineté . Il y revient en détail sur la notion de souveraineté et à ce qui fait l’essence de l’entité souveraine (autonomie et indépendance). Il y décortique les mécanismes rendant possible la permanence et l’immédiateté du droit. H.LA Hart met en avant l’incapacité de la théorie d’Austin à   expliquer et permettre ces deux prérogatives inhérentes à toutes entité souveraine.
C’est à partir du chapitre V, « Le droit conçu comme l’union des règles primaires et secondaires », que H.L.A Hart va commencer à dévoiler sa théorie. Après avoir mis en avant les lacunes et défauts de la théorie d’Austin, Hart propose enfin au lecteur sa solution en introduisant son concept phare, la notion de règles primaires et secondaires.
Le chapitre VI, « Les fondements d’un système juridique », est celui par lequel Hart va introduire les mécanismes de son système. C’est notamment dans ce chapitre qu’il revient en détails sur les  règles de reconnaissance qui sont un des apports majeurs de sa théorie.
Dans le chapitre VII « Formalisme et scepticisme relatif à la nature des règles », H.LA Hart va se pencher sur le rapport entre la pratique et la règle de droit en elle même. Il débute ce chapitre en développant l’idée de « texture ouverte du droit ». En s’appuyant sur le constat que « les énoncés linguistiques généraux dotés d’autorité […] peuvent ne fournir que des lignes de conduites incertaines », Hart revient sur le pouvoir d’interprétation de la règle et de création de règle des juges.
Le chapitre VIII « Justice et moral » est entièrement consacré à l’idée qu’il « existe un lien nécessaire entre droit et morale ». En revenant sur l’idée de justice et les implications morale qui lui sont rattachées, H.L.A Hart va tenter de déterminer une frontière claire entre obligation morale et juridique.
Dans le chapitre IX, « Droit et morale », est la suite logique du développement proposer par H.L.A Hart. Après avoir mis en exergue les liens qui unissent justice et morale et la complexité que ces liens entraînent, l’auteur attaque de front les théories jusnaturalistes. En se gardant de « contester les formes de lien entre droit et morale ».
Le chapitre X est consacré au « Droit international ». H.L.A Hart reviens sur les critiques pouvant être émises à l’encontre de ce droit notamment en ce qui concerne l’absence de législateur à son origine et de coercition pour assurer son respect. Selon l’opinion de Hart, refuser de qualifier le droit international de droit sur la base de ces arguments reviendrait à adhérer à la théorie behaviouriste posée par Austin. Son propos s’attarde aussi sur la relation droit international et morale rejetant toute assimilation au titre que « les règles du droit internationale, comme celle du droit national, sont souvent totalement indifférentes du point de vue morale ».